# 주일 (기독교)
주일(主日, 주님의 날)은 기독교에서 공동체적 예배의 주가 되는 날로서, 일반적으로 일요일을 가리킨다. 정경 복음서에서 그 주의 첫째 날에 예수 그리스도의 부활을 매주 기념하는 것으로, 초대교회 기록과 보편교회의 보편공의회 통해 기독교의 예배일 전통이 된 날이다. 보편공의회 중 신약성경의 사도행전과 요한계시록(요한묵시록)에서 나타난다. 관련 구절은 요한계시록 1장 10절에서 나타난다.
일부 주장에 따르면, 기독교인들은 1세기 일요일에 합동 예배를 드렸다. 빵을 떼고 설교를 하기 위한 목적으로 일요일에 기독교인들이 함께 모인 최초의 성격적인 예는 신약성경 사도행전 20장 7절에 언급되어 있다.
그리고 이 날은 무교절 이후 돌아오는 안식일 이후, 첫날이므로 부활절 예배이며, 이 부활절 예배를 기념하는 것이 주일이다. 
유스티노 순교자와 같은 2세기 작가는 일요일 예배의 광범위한 실천을 입증하고 있으며(First Apology 67장), 313년 기독교 공인 이후 보편 공의회인 1차 니케아 공의회를 통해 기독교 예배는 '주간의 첫날'인 주일에 행하며, 부활절과 유대교의 유월절은 완전히 구분되었다.

## 신약 성경 기록
주일은 다음과 같이 정의할 수 있다. 예수 그리스도 의 십자가 고난(금요일) 이후 제3일째 되는, 토요일인 안식일 다음 부활의 날(일요일)을 기념하여 모이는 전통에 따라 시작되었다.
1. 사도행전 2장 1절-4절, 마르코의 다락방 오순절 성령 강림.
2. 사도행전 20장 7절. 11절, 사도 바오로가 트로아스에서 성만찬 모임을 가짐.
3. 고린도전서 16장 1절-2절, 매주 첫날(일요일)에 일요예배와 함께 연보를 한 것으로 본다.
4. 요한 계시록 1장 10절, '주님의 날'(주일)이라는 표현 사용.

예수 그리스도께서는 자신이 기존의 안식일의 주인이심을 선포하셨고(마르 2,27-28), 안식일에 좋은(善) 일을 하지 않는 것(마태 12,11-12)을 꾸짖으셨다. 그러시면서 안식일에 제자들이 밀 이삭을 뜯어 (손으로 비벼) 먹는 것과 같은 '일'의 행위는 허용하셨다(루카 6,1-5).

## 토요일로서 주일
19세기 등장한 제칠일안식일예수재림교회 등의 교단들은 보편 공의회와 기독교 교회력을 반대하며 구약 성경에 명시된 것은 안식일밖에 없으므로 안식일(토요일)이 주의 날, 즉 주일이기 때문에 안식일(토요일)에 예배하여야 함을 주장하고 있다.

## 같이 보기
- 기독교의 안식일
- 안식일
- 주무아

## 참고 문헌
- From Sabbath to Lord's Day: A Biblical, Historical and Theological Investigation, D.A. Carson, editor (Grand Rapids, Mich.: Zondervan, 1982).
- The Study of Liturgy, Cheslyn Jones, Geoffrey Wainwright, Edward Yarnold, SJ, and Paul Bradshaw, editors (New York, N.Y.:Oxford University Press, 1992), pp. 456–458.